# کارینا جهانی
کارینا جهانی (به لاتین: Carina Jahani) (زادهٔ ۱۹۵۹) زبان‌شناس و ایران‌شناس ایرانی-سوئدی، استاد دانشگاه اوپسالا و رئیس بخش زبان‌های ایرانی این دانشگاه است.
او مدرک دکتریِ خود را با ارائهٔ رساله‌ای با عنوان «استانداردسازی و نظام خط در زبان بلوچی» در سال ۱۹۸۹ از دانشگاه اوپسالا دریافت کرده‌است.
جهانی با گروه زبان‌شناسی دانشگاه سیستان و بلوچستان همکاری دارد و برخی واحدهای درسی از جمله واج‌شناسی را در این دانشگاه تدریس می‌کند.

## پیشینه
او در ۱۶ سالگی یک سال با خانواده‌ای انگلیسی در انگلیس زندگی کرد که قصد داشتند برای کار در شرکت نفت ایران به آبادان بروند. تماس با این خانواده او را به ایران و زبان فارسی علاقه‌مند کرد. کارینا جهانی پس از انقلاب ایران، یک سال را در دانشگاه تهران تحصیل کرد اما به خاطر آغاز جنگ ایران و عراق، ایران را ترک کرد.
او در اوپسالا تحصیل در رشته زبان‌های ایرانی را ادامه داد و پس از آشنایی با دیگر زبان‌های ایرانی غیر فارسی، به مرور به بلوچی به این خاطر که در این حوزه کار زیادی انجام نشده گرایش پیدا کرد.
او از اکتبر ۱۹۸۶ تا سال ۱۹۹۴ سه سفر به پاکستان داشت و با زبان بلوچی آشنا گردید. در دسامبر ۱۹۹۷ هم سفری به زاهدان داشت و یک هفته در آنجا ماند. پس از آن به پژوهش دربارهٔ زبان بلوچی پرداخت و به همین دلیل بود که تز دکترای خود را به زبان بلوچی و کارها و پیشنهادهایی در به وجود آوردن رسم‌الخط واحد برای پیشبرد زبان و ادبیات بلوچی و یکسان‌سازی نوشتار آن اختصاص داد. بعد از آن به انجام پژوهش‌هایی در زمینه بلوچی‌ شناسی و شاعری به نام گل خان نصیر از پاکستان، دوزبانگی یا حتی سه‌زبانگی فرزندان بلوچی که در سوئد بزرگ می‌شوند و نقش این زبان‌ها در زندگی آن‌ها و همچنین ساختار گویش‌های بلوچی رایج در ایران یعنی لهجه‌های سراوانی، جنوبی (نیکشهر، چابهار) و تأثیر زبان فارسی بر این لهجه‌ها پرداخت.
کارینا جهانی روز سه شنبه ۲۴ مهر ۱۳۸۶ در سالن فجر دانشگاه آزاد اسلامی واحد خاش و در زمینه ادبیات بلوچی سخنرانی کرد.
بدلیل پژوهش‌ها و خدمات کارینا جهانی در حوزه زبان بلوچی به وی لقب دخترخواندهٔ بلوچستان داده شده است.